# Nick Purcell
Nicholas Purcell (Concord, 28 de junho de 1990) é um ator norte-americano.
Tornou-se mais conhecido por seu papel (Jake) em The Troop.